# Military Assistance Command, Vietnam
A U.S. Military Assistance Command, Vietnam (MACV, magyarul: Katonai Segítségnyújtás Parancsnoksága, Vietnám) az Amerikai Egyesült Államok Dél-Vietnámban tevékenykedő haderejének összhaderőnemi parancsnoksága volt a vietnámi háború során. A parancsnokság a Saigon (ma Ho Si Minh-város) melletti Tan Son Nhut légitámaszponton működött.
A parancsnokság 1962. február 8-án jött létre, miután az egyre növekvő amerikai katonai jelenlét Dél-Vietnámban az irányítási rendszer átszervezésre késztette az amerikai hadsereget.
A MACV parancsnokai:
- Paul D. Harkins – 1962-1964
- William C. Westmoreland – 1964-1968
- Creighton Abrams – 1968-1972
- Frederick C. Weyand – 1972-1973

A MACV 1973. március 29. szűnt meg.